# La Bien Querida
La Bien Querida és el nom artístic sota el qual Ana Fernández-Villaverde desenvolupa la seva carrera musical. Dedicada a la pintura, decideix iniciar l'any 2005 la seva trajectòria al món de la música animada pel líder de Los Planetas J.

## Discografia

### Àlbums
- Romancero (Elefant Records 2009).

1. "Ya no";
2. "Corpus Christi";
3. "De momento abril";
4. "A.D.N.";
5. "9.6";
6. "Cuando lo intentas";
7. "El zoo absoluto";
8. "Medidas de seguridad";
9. "Bendita
10. "Santa Fe";
11. "Los estados generales";
12. "Golpe de Estado".

Produït per David Rodríguez. Amb la col·laboració de l'Orquesta Arab de Barcelona i Joe Crepúsculo.
S'han rodat el videoclip de les cançons "De momento abril" (dirigit per Les Nouveaux Auteurs), "9.6" (dirigit per Luis Cerveró) i "Corpus Christi" (dirigit per Nadia Mata Portillo).
- Fiesta (Elefant Records 2011).

1. "Noviembre";
2. "Hoy";
3. "Queridos tamarindos";
4. "Sentido común";
5. "Piensa como yo";
6. "Cuando el amor se olvida";
7. "La muralla china";
8. "Monte de piedad";
9. "En el hemisferio austral";
10. "Me quedo por aquí";";
11. "Monumentos en la luna";
12. "Lunes de Pascua".

Produït per David Rodríguez. S'ha rodat un Videoclip de la cançó Hoy.
- "Ceremonia" (Elefant Records, 2012)

### SenzillsiEP
- "9.6" (Elefant Records 2009 ER-375 cd-single).

1. "9.6 (Romancero)";
2. "9.6 (Milkyway Dreamy Mix)" (remix de Guille Milkyway);
3. "9.6 (French Hot Dog)" (remix de Hidrogenesse);
4. "9.6 (En casa de Ana)" (versió de la maqueta);
5. "9.6" (vídeo musical).

- "Hoy" (Elefant Records 2011, només disponible a format digital).

1. "Hoy".

- "Queridos Tamarindos" (Elefant Records 2011 ER-288 single 7" en vinil vermell).

1. "Queridos Tamarindos";
2. "No es terrestre";
3. "Diferente".